# Philodendron rigidifolium
Philodendron rigidifolium är en kallaväxtart som beskrevs av Kurt Krause. Philodendron rigidifolium ingår i släktet Philodendron och familjen kallaväxter.

## Underarter
Arten delas in i följande underarter:
- P. r. rigidifolium
- P. r. sanctae-ritae